# István Vaskuti
István Vaskuti (ur. 4 grudnia 1955 w Debreczynie) – węgierski kajakarz, kanadyjkarz, złoty medalista olimpijski z Moskwy i dziewięciokrotny mistrz świata.

## Kariera sportowa
Zdobył złoty medal w wyścigu kanadyjek dwójek (C-2) na dystansie 500 metrów, w parze z László Foltánem, na mistrzostwach świata w 1977 w Sofii. Na mistrzostwach świata w 1978 w Belgradzie wywalczył dwa złote medale w konkurencji dwójek: na 500 metrów z Foltánem i na 10 000 metrów z Tamásem Budayem, a na mistrzostwach świata w 1979 w Duisburgu zdobył brązowy medal w wyścigu dwójek na 10 000 metrów (z Budayem) i zajął 6. miejsce w konkurencji C-2 na 500 metrów (z Foltánem).
Zwyciężył wraz z Foltánem w dwójkach na dystansie 500 metrów na igrzyskach olimpijskich w 1980 w Moskwie. Osada węgierska wyprzedziła Ivana Patzaichina i Petre Capustę z Rumunii oraz Borisława Ananiewa i Nikołaja Iłkowa z Bułgarii. Ponownie zdobył dwa złote medale w wyścigach C-2 na mistrzostwach świata w 1981 w Nottingham: na 500 metrów z Foltánem i na 10 000 metrów z Budayem. Na mistrzostwach świata w 1982 w Belgradzie wywalczył dwa brązowe medale na tych samych dystansach i z tymi samymi partnerami, a na mistrzostwach świata w 1983 w Tampere zwyciężył z Budayem na 10 000 metrów i zajął z Foltánem 4. miejsce na 500 metrów.
Zdobył złoty medal w wyścigu dwójek na 500 metrów, w osadzie z Jánosem Sarusim Kisem, na mistrzostwach świata w 1985 w Mechelen, a także zajął 7. miejsce w konkurencji C-2 na 1000 metrów (z Sarusim Kisem) i 6. miejsce na 10 000 metrów (z Budayem). Wraz z Sarusim Kisem zdobył złote medale na dystansach 500 metrów i 1000 metrów oraz zajął 5. miejsce na 10 000 metrów na mistrzostwach świata w 1986 w Montrealu.
Na igrzyskach olimpijskich w 1988 w Seulu był chorążym reprezentacji Węgier. Wystąpił wraz z Sarusim Kisem w wyścigu dwójek na 500  metrów, zajmując 6. miejsce.